# Úrvalsdeild Karla 2018
La Úrvalsdeild Karla 2018 (conocida como Pepsi Deild Karla al ser patrocinada por Pepsi) fue la edición número 107 de la Úrvalsdeild Karla. La temporada comenzó el 27 de abril y terminó el 29 de septiembre. Valur Reykjavík conquistó su 22.do título

## Equipos participantes
| Pos. | Equipo             | Ciudad         | Estadio           | Capacidad |
| ---- | ------------------ | -------------- | ----------------- | --------- |
| 1    | Breiðablik         | Kópavogur      | Kópavogsvöllur    | 5.500     |
| 2    | FH                 | Hafnarfjörður  | Kaplakrikavöllur  | 6.738     |
| 3    | Fjölnir            | Reikiavik      | Fjölnisvöllur     | 1.030     |
| 4    | Fylkir             | Reikiavik      | Fylkisvöllur      | 5000      |
| 5    | Grindavík          | Grindavík      | Grindavíkurvöllur | 1.750     |
| 6    | ÍBV                | Vestmannaeyjar | Hásteinsvöllur    | 2.834     |
| 7    | KA                 | Akureyri       | Akureyrarvöllur   | 1.770     |
| 8    | Keflavík           | Keflavík       | Keflavíkurvöllur  | 5.200     |
| 9    | KR                 | Reikiavik      | KR-Völlur         | 3.333     |
| 10   | Stjarnan           | Garðabær       | Stjörnuvöllur     | 1.000     |
| 11   | Valur              | Reikiavik      | Vodafonevöllurinn | 3.000     |
| 12   | Víkingur Reykjavík | Reikiavik      | Víkingsvöllur     | 1.613     |

### Ascensos y descensos
| Pos. | Ascendidos de 1. deild karla 2017 |
| ---- | --------------------------------- |
| 1    | Fylkir Reykjavík                  |
| 2    | Keflavík ÍF                       |

| Pos. | Descendidos de Úrvalsdeild 2017 |
| ---- | ------------------------------- |
| 11   | Víkingur Ólafsvík               |
| 12   | ÍA Akraness                     |

## Clasificación
| Pos. | Equipo             | Pts. | PJ | G  | E | P  | GF | GC | Dif. | Clasificación 2018–19                 |
| ---- | ------------------ | ---- | -- | -- | - | -- | -- | -- | ---- | ------------------------------------- |
| 1    | Valur (C)          | 46   | 22 | 13 | 7 | 2  | 50 | 24 | +26  | Primera ronda de la Liga de Campeones |
| 2    | Breiðablik         | 44   | 22 | 13 | 5 | 4  | 39 | 17 | +22  | Primera ronda de la Liga Europea      |
| 3    | Stjarnan           | 40   | 22 | 11 | 7 | 4  | 45 | 26 | +19  | Primera ronda de la Liga Europea      |
| 4    | KR                 | 37   | 22 | 10 | 7 | 5  | 36 | 25 | +11  | Primera ronda de la Liga Europea      |
| 5    | FH                 | 37   | 22 | 10 | 7 | 5  | 36 | 28 | +8   |                                       |
| 6    | ÍBV                | 29   | 22 | 8  | 5 | 9  | 29 | 31 | −2   |                                       |
| 7    | KA                 | 28   | 22 | 7  | 7 | 8  | 36 | 34 | +2   |                                       |
| 8    | Fylkir             | 26   | 22 | 7  | 5 | 10 | 31 | 37 | −6   |                                       |
| 9    | Víkingur Reykjavík | 25   | 22 | 6  | 7 | 9  | 29 | 38 | −9   |                                       |
| 10   | Grindavík          | 25   | 22 | 7  | 4 | 11 | 26 | 37 | −11  |                                       |
| 11   | Fjölnir            | 19   | 22 | 4  | 7 | 11 | 22 | 44 | −22  | Descenso a la 1. deild karla 2019     |
| 12   | Keflavík           | 4    | 22 | 0  | 4 | 18 | 11 | 49 | −38  | Descenso a la 1. deild karla 2019     |

Actualizado a los partidos jugados el 29 de septiembre de 2018.
 Fuente: Soccerway

#### Evolución de la clasificación
| Jornada / Equipo   | 1  | 2  | 3  | 4  | 5  | 6  | 7  | 8  | 9  | 10 | 11 | 12 | 13 | 14 | 15 | 16 | 17 | 18 | 19 | 20 | 21 | 22 |
| Jornada / Equipo   |    |    |    |    |    |    |    |    |    |    |    |    |    |    |    |    |    |    |    |    |    |    |
| ------------------ | -- | -- | -- | -- | -- | -- | -- | -- | -- | -- | -- | -- | -- | -- | -- | -- | -- | -- | -- | -- | -- | -- |
| Valur              | 2  | 2  | 3  | 5  | 7  | 6  | 2  | 1  | 1  | 1  | 1  | 2  | 1  | 1  | 2  | 2  | 1  | 1  | 1  | 1  | 1  | 1  |
| Breiðablik         | 1  | 1  | 1  | 1  | 1  | 1  | 4  | 2  | 2  | 2  | 3  | 3  | 3  | 3  | 1  | 1  | 2  | 3  | 3  | 3  | 3  | 2  |
| Stjarnan           | 8  | 9  | 9  | 10 | 5  | 8  | 5  | 4  | 4  | 3  | 2  | 1  | 2  | 2  | 3  | 3  | 3  | 2  | 2  | 2  | 2  | 3  |
| KR                 | 9  | 5  | 7  | 7  | 8  | 4  | 6  | 7  | 6  | 5  | 5  | 6  | 4  | 4  | 4  | 4  | 4  | 4  | 4  | 4  | 4  | 4  |
| FH                 | 3  | 7  | 2  | 2  | 3  | 3  | 3  | 5  | 5  | 6  | 6  | 4  | 6  | 5  | 5  | 5  | 5  | 5  | 5  | 5  | 5  | 5  |
| ÍBV                | 12 | 12 | 12 | 12 | 12 | 11 | 9  | 11 | 11 | 11 | 10 | 9  | 9  | 9  | 9  | 8  | 8  | 8  | 8  | 8  | 8  | 6  |
| KA                 | 6  | 10 | 5  | 9  | 10 | 10 | 8  | 10 | 10 | 8  | 8  | 8  | 7  | 7  | 7  | 7  | 7  | 7  | 7  | 6  | 6  | 7  |
| Fylkir             | 10 | 6  | 8  | 4  | 4  | 7  | 10 | 6  | 7  | 9  | 11 | 11 | 11 | 11 | 10 | 11 | 11 | 10 | 9  | 10 | 10 | 8  |
| Víkingur Reykjavík | 4  | 3  | 3  | 8  | 9  | 9  | 11 | 8  | 8  | 7  | 7  | 5  | 8  | 8  | 8  | 9  | 9  | 9  | 10 | 9  | 9  | 9  |
| Grindavík          | 11 | 4  | 6  | 3  | 2  | 2  | 1  | 3  | 3  | 4  | 4  | 7  | 5  | 6  | 6  | 6  | 6  | 6  | 6  | 7  | 7  | 10 |
| Fjölnir            | 5  | 8  | 10 | 6  | 6  | 5  | 7  | 9  | 9  | 10 | 9  | 10 | 10 | 10 | 11 | 10 | 10 | 11 | 11 | 11 | 11 | 11 |
| Keflavík           | 7  | 11 | 11 | 11 | 11 | 12 | 12 | 12 | 12 | 12 | 12 | 12 | 12 | 12 | 12 | 12 | 12 | 12 | 12 | 12 | 12 | 12 |

### Tabla de resultados cruzados
| Local \ Visitante  | BRE | FH  | FJÖ | FYL | GRI | ÍBV | KA  | KEF | KR  | STJ | VAL | VIK |
| ------------------ | --- | --- | --- | --- | --- | --- | --- | --- | --- | --- | --- | --- |
| Breiðablik         | —   | 4–1 | 2–1 | 2–0 | 1–1 | 4–1 | 4–0 | 1–0 | 1–0 | 0–1 | 1–3 | 0–0 |
| FH                 | 1–3 | —   | 1–0 | 1–1 | 2–1 | 0–2 | 3–1 | 2–2 | 4–0 | 2–3 | 2–1 | 3–0 |
| Fjölnir            | 0–2 | 2–3 | —   | 2–1 | 0–1 | 1–1 | 2–2 | 0–0 | 1–1 | 1–3 | 0–2 | 2–2 |
| Fylkir             | 0–3 | 1–1 | 7–0 | —   | 3–1 | 2–1 | 2–1 | 2–0 | 2–5 | 0–2 | 0–0 | 2–3 |
| Grindavík          | 0–2 | 0–1 | 0–1 | 2–1 | —   | 2–5 | 1–2 | 3–0 | 1–1 | 2–2 | 2–1 | 2–1 |
| ÍBV                | 0–0 | 0–0 | 1–1 | 0–1 | 3–0 | —   | 2–1 | 1–0 | 2–0 | 2–1 | 0–1 | 1–1 |
| KA                 | 0–0 | 1–1 | 2–0 | 5–1 | 4–3 | 2–0 | —   | 0–0 | 0–1 | 1–2 | 3–3 | 4–1 |
| Keflavík           | 1–2 | 1–3 | 1–2 | 1–2 | 0–2 | 1–3 | 0–3 | —   | 0–4 | 0–2 | 0–2 | 0–4 |
| KR                 | 1–1 | 2–2 | 0–0 | 1–1 | 1–0 | 4–1 | 2–0 | 3–1 | —   | 1–0 | 1–1 | 0–1 |
| Stjarnan           | 2–1 | 0–1 | 6–1 | 3–0 | 1–1 | 2–1 | 1–1 | 2–2 | 2–3 | —   | 1–1 | 3–3 |
| Valur              | 2–1 | 2–1 | 5–3 | 2–2 | 4–0 | 5–1 | 3–1 | 4–1 | 2–1 | 2–2 | —   | 4–1 |
| Víkingur Reykjavík | 2–3 | 1–1 | 1–2 | 1–0 | 0–1 | 2–1 | 2–2 | 1–0 | 2–3 | 0–4 | 0–0 | —   |

## Goleadores
| Pos. | Jugador                   | Club       | Goles |
| ---- | ------------------------- | ---------- | ----- |
| 1    | Patrick Pedersen          | Valur      | 17    |
| 2    | Hilmar Árni Halldórsson   | Stjarnan   | 16    |
| 3    | Pálmi Rafn Pálmason       | KR         | 11    |
| 4    | Ásgeir Sigurgeirsson      | KA         | 10    |
| 4    | Thomas Mikkelsen          | Breiðablik | 10    |
| 6    | Steven Lennon             | FH         | 9     |
| 6    | Gunnar Heiðar Þorvaldsson | ÍBV        | 9     |
| 8    | Kennie Chopart            | KR         | 7     |
| 8    | Gísli Eyjólfsson          | Breiðablik | 7     |
| 8    | Guðmundur Hafsteinsson    | Stjarnan   | 7     |
| 8    | Geoffrey Castillion       | Vikingur   | 7     |
| 12   | Brandur Olsen             | FH         | 6     |
| 12   | Nikolaj Hansen            | Vikingur   | 6     |